# Carrick East

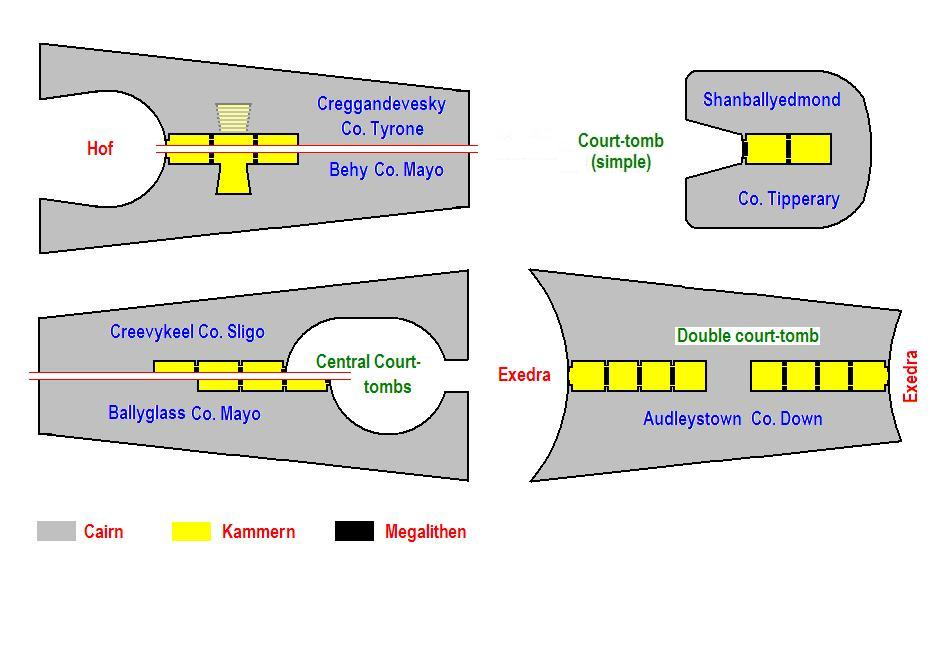
Schema von Untertypen

Carrick East ist ein neolithisches in einem Feld im gleichnamigen Townland Carrick East (irisch An Charraig Thoir) westlich einer Nebenstraße in Drumsurn, bei Limavady im County Londonderry in Nordirland.
Carrick East hat die Form eines sehr kleinen, untypischen Central-Court Tombs, mit einem etwa 3,0 m breiten, ovalen Hof (englisch court) und zu beiden Seiten einer vom Hof aus jedoch nicht zugänglichen Kammer (keiner Galerie). Court Tombs gehören zu den megalithischen Kammergräbern (englisch chambered tombs) der Insel. Sie werden mit etwa 400 Exemplaren nahezu ausschließlich in Ulster im Norden von Irland beziehungsweise in Nordirland gefunden.
Die Gesamtlänge der Anlage beträgt etwa 10,0 m und die maximale Breite etwa 4,5 m. Die Kammern haben etwa 2,5 m und 3,0 m lange, aufliegende Decksteine. Die höchsten Tragsteine sind etwa 1,5 m hoch, aber die meisten sind etwa 1,0 m hoch.
Laut L. Flanaghan wurden (Stand 1998) 36 Court Tombs untersucht. In 13 von ihnen fanden sich aufgrund der Bodenverhältnisse keine Knochen. In den übrigen 23 wurden teilweise definierbare Knochen gefunden. Lediglich fünf (alle in Ulster) bargen unverbrannte Knochen. Die Anlagen, die Informationen lieferten, wie Clontygora, erbrachten kremierte Knochen eines Erwachsenen, während in Carrick East der intakte Knochen eines Erwachsenen gefunden wurde.